# Krwawa środa w Olkuszu
„Krwawa środa” w Olkuszu – zwyczajowa nazwa akcji pacyfikacyjnej, którą okupanci niemieccy przeprowadzili w Olkuszu 31 lipca 1940 roku.
Masowe represje były odwetem za śmierć niemieckiego policjanta, który zginął z rąk pospolitego bandyty. 16 lipca 1940 roku na olkuskich Parczach rozstrzelano 20 zakładników. Dwa tygodnie później niemiecka ekspedycja karna spędziła wszystkich mężczyzn z Olkusza na rynek i miejskie place, gdzie przez kilka godzin poddawano ich brutalnym torturom i szykanom.

## Początek niemieckiej okupacji
5 września 1939 roku Olkusz został zajęty przez oddziały 5 DPanc Wehrmachtu. Na mocy dekretów Adolfa Hitlera z 8 i 12 października 1939 roku miasto wraz z południowo-zachodnią częścią powiatu wcielono do Rzeszy jako część rejencji katowickiej Prowincji Śląsk. Północno-wschodnia część powiatu weszła w skład Generalnego Gubernatorstwa.
Na okupowanych terenach przystąpiono do organizowania struktur niemieckich władz policyjnych, państwowych i partyjnych. Od 23 września 1939 roku stanowisko komisarza ziemskiego, a następnie starosty (landrata) powiatu olkuskiego piastował dr Heinrich Groll. Burmistrzem Olkusza został mianowany Rudolf Skaletz, a kierownikiem miejscowych struktur NSDAP – dr Karol Pokorny.

## Zabójstwo Ernsta Kaddatza
14 lipca 1940 roku do willi przy ul. Kluczewskiej na olkuskim osiedlu Parcze, która należała do polskiego lekarza Juliana Łapińskiego, wprowadził się wraz z rodziną niemiecki policjant Ernst Kaddatz. Właściciel został trzy miesiące wcześniej aresztowany i wywieziony do obozu koncentracyjnego Dachau. Willę nadal zamieszkiwały jego żona i córka. Kaddatzowie zajęli pomieszczenia na parterze. Kilka dni wcześniej odnotowano tam próbę włamania.
W nocy z 15 na 16 lipca Kaddatza obudziły podejrzane hałasy. Gdy usiadł na łóżku, w drzwiach sypialni niespodziewanie pojawił się nieznany osobnik w cywilnym ubraniu. Kaddatz sięgnął po leżący pod poduszką pistolet, a wtedy napastnik oddał niego co najmniej jeden strzał. Do willi ściągnięto niemal wszystkich lekarzy z Olkusza. Szybko stwierdzono jednak, że postrzelony w klatkę piersiową policjant poniósł śmierć na miejscu.
Wszystko wskazuje, że zabójstwa dokonano na tle rabunkowym. Tej samej nocy prawdopodobnie ten sam bandyta dokonał bowiem napadu na jeszcze jeden dom w Olkuszu. Włamując się do willi Łapińskiego, zapewne nie zdawał sobie sprawy, że na jej parterze zamieszkali nowi lokatorzy, a na widok sięgającego po broń Kaddatza bez namysłu oddał śmiertelny strzał. Przeprowadzone przez władze niemieckie dochodzenie wykluczyło, aby zabójstwa dokonano na tle politycznym. Do podobnej konkluzji doszedł również landrat Heinrich Groll. Sprawca nie został nigdy wykryty.

## Egzekucja 20 zakładników na Parczach

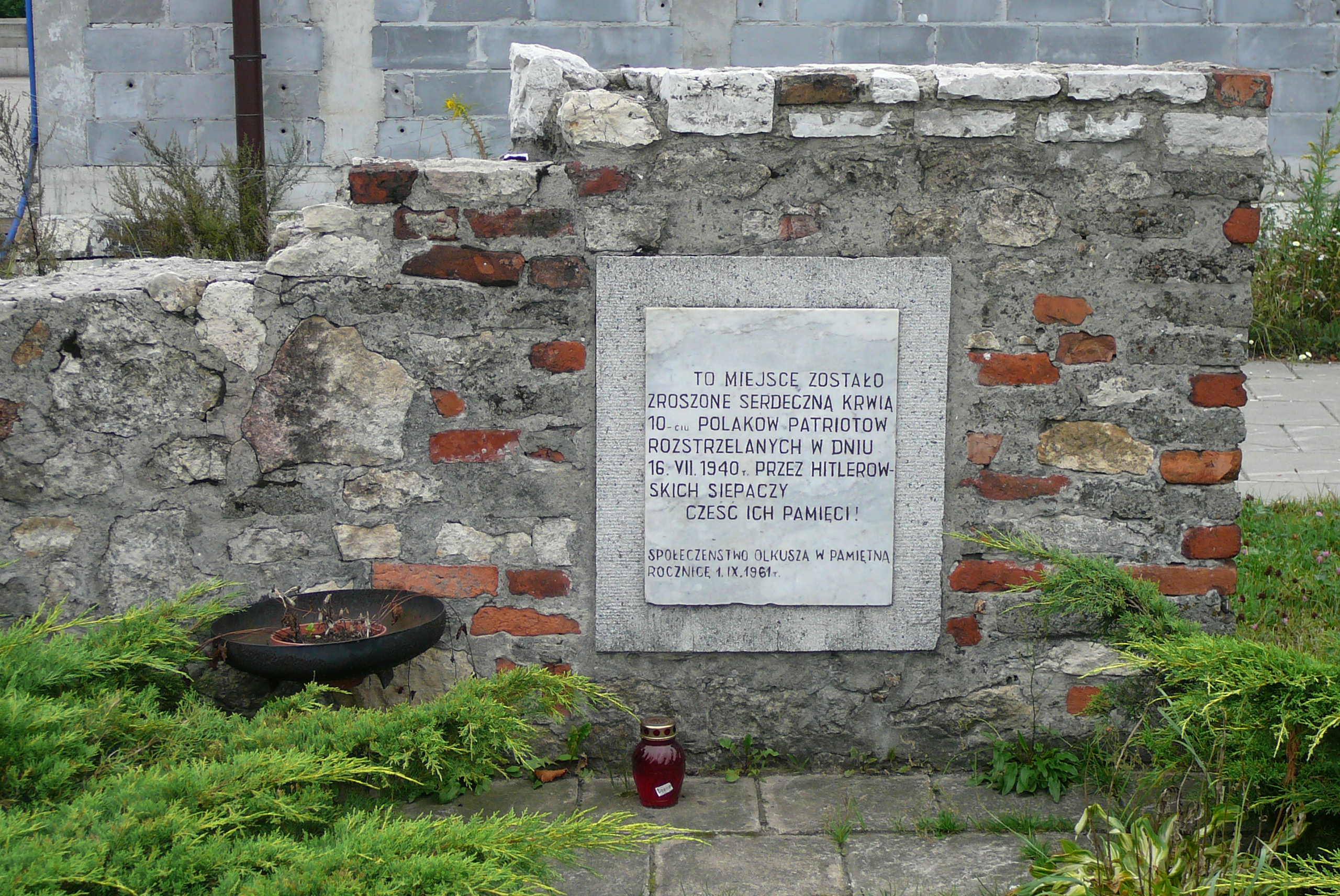
Tablica przy drodze krajowej nr 94, upamiętniająca rozstrzelanych zakładników

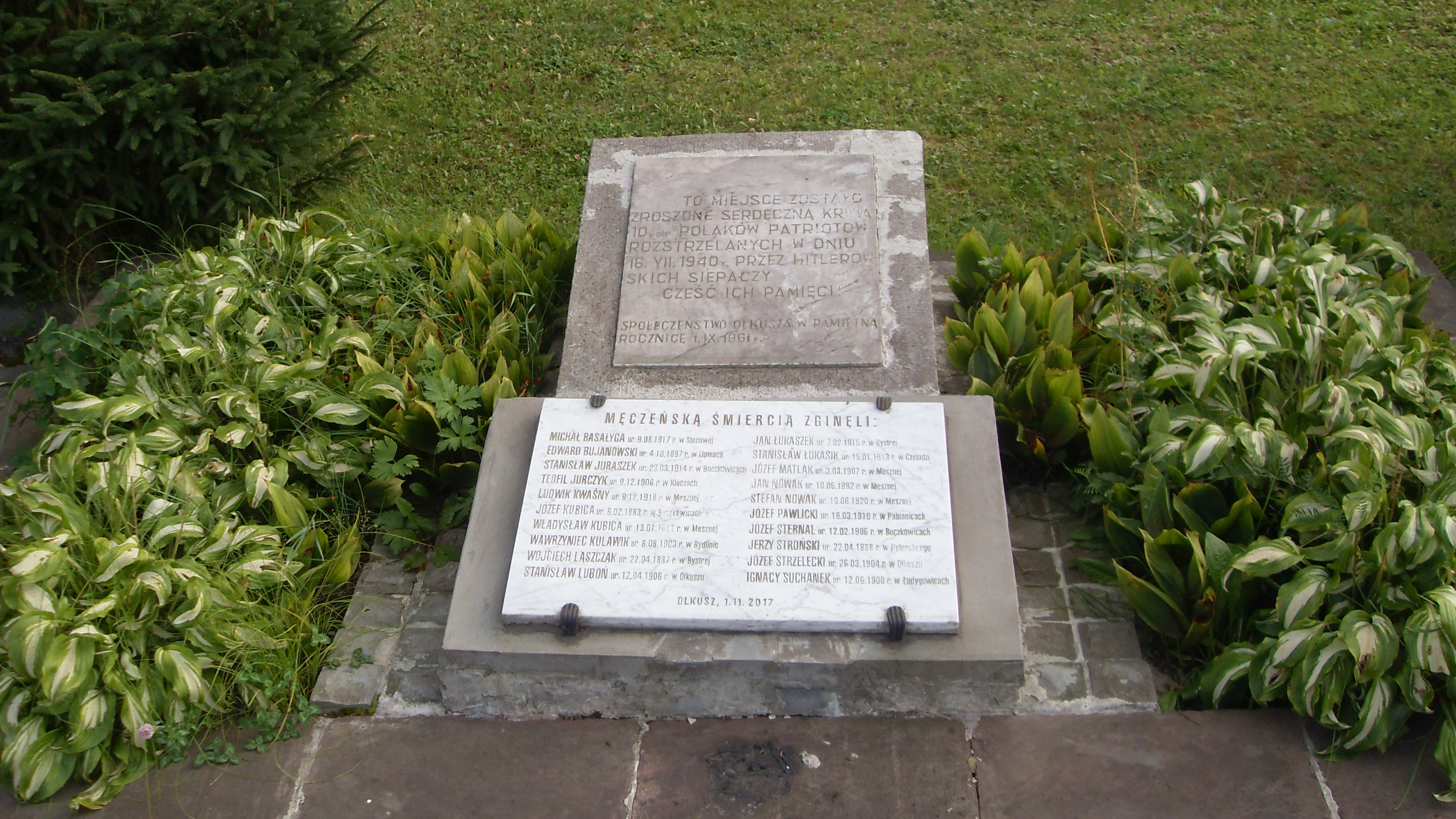
Tablica przy ul. Jaśminowej, upamiętniająca rozstrzelanych zakładników

Mimo iż dochodzenie nie wykazywało, aby zabójstwa Kaddatza dokonano na tle politycznym, władze niemieckie postanowiły przeprowadzić w Olkuszu szeroko zakrojoną akcję represyjną. 16 lipca do miasta przybyła ekspedycja karna złożona z członków SS. Wszystkim przebywającym w mieście Niemcom polecono stawić się na rynku, wezwano tam również miejscowego lekarza Mariana Kiciarskiego. Stamtąd razem z esesmanami udali się na Parcze, gdzie w ich obecności spalono willę Łapińskiego.
Jeszcze przed południem w mieście rozpoczęły się aresztowania. Przeprowadzano je na podstawie listy sporządzonej przez niemiecką policję, prawdopodobnie przy współpracy miejscowych volksdeutschów. Rodzinom osób, których nie zastano w domach, polecano, aby przekazali krewnym, iż muszą stawić się w olkuskim magistracie. Później jeden z mężczyzn dzięki otrzymanemu ostrzeżeniu zawrócił z drogi i w ten sposób ocalił życie. Ostatecznie w ręce Niemców wpadło pięciu mieszkańców Olkusza: Teofil Jurczyk, Wawrzyniec Kulawik, Stanisław Luboń, Jerzy Stroński i Józef Strzelecki.
Do aresztowanych mieszkańców Olkusza dołączono piętnastu mężczyzn przywiezionych z więzień w Mysłowicach i Sosnowcu. Jeszcze tego samego dnia około godziny 20:00 wszystkich zakładników rozstrzelano pod ścianą oficyny willi Łapińskiego. Według Mariana Kiciarskiego skazańcy zachowywali się z godnością, niektórzy przed śmiercią mieli krzyczeć „Niech żyje Polska!”. Niemiecki oficer dobijał rannych strzałami z pistoletu. Prawdopodobnie niektórzy członkowie plutonu egzekucyjnego nie chcieli uczestniczyć w zabijaniu i celowo strzelali ponad głowami skazańców; świadczyć mogą o tym liczne ślady po kulach, które znaleziono później pod dachem oficyny.
Tego dnia w egzekucji na Parczach zostali zamordowani:
1. Michał Basałyga vel Basalyga (ur. 9.08.1917 w Stecowej)
2. Edward Bujanowski (ur. 4.10.1897 w Lipinach)
3. Stanisław Juraszek (ur. 23.03.1914 w Buczkowicach, właściciel sklepu)
4. Teofil Jurczyk (ur. 9.12.1906 w Kluczach)
5. Józef Kubica (ur. 6.02.1883 w Buczkowicach)
6. Władysław Kubica (ur. 13.01.1911 w Mesznej)
7. Wawrzyniec Kulawik (ur. 8.08.1903 w Bydlinie, pracownik kolei)
8. Ludwik Kwaśny (ur. 6.12.1918 w Mesznej)
9. Wojciech Laszczak (ur. 22.04.1887 w Bystrej)
10. Stanisław Luboń (ur. 12.04.1906 w Sikorce, instruktor Przysposobienia Wojskowego)
11. Jan Łukaszek (ur. 7.02.1915 w Bystrej)
12. Stanisław Łukasik (ur. 15.01.1913 w Czeladzi)
13. Józef Matlak (ur. 3.03.1907 w Mesznej)
14. Jan Nowak (ur. 10.05.1892 w Mesznej)
15. Stefan Nowak (ur. 10.06.1920 w Mesznej, syn zamordowanego w tej samej egzekucji Jana Nowaka)
16. Józef Pawlicki (ur. 19.03.1910 w Pabianicach)
17. Józef Sternal (ur. 12.02.1906 w Buczkowicach, stolarz)
18. Jerzy Stroński (ur. 22.04.1888 w Petersburgu, właściciel olkuskiego kina „Rosa”)
19. Józef Strzelecki (ur. 26.03.1904 w Olkuszu, urzędnik prywatny)
20. Ignacy Suchanek (ur. 12.06.1900 w Łodygowicach)

Wszystkie ofiary były narodowości polskiej. Ich zwłoki załadowano na samochody ciężarowe, a następnie wywieziono, prawdopodobnie w kierunku Trzebini. Według jednego ze świadków do pracy przy przenoszeniu ciał zmuszono grupę Żydów. Nie udało się ustalić zarówno miejsca pochówku zamordowanych, jak i losu wspomnianych Żydów.

## „Krwawa środa”

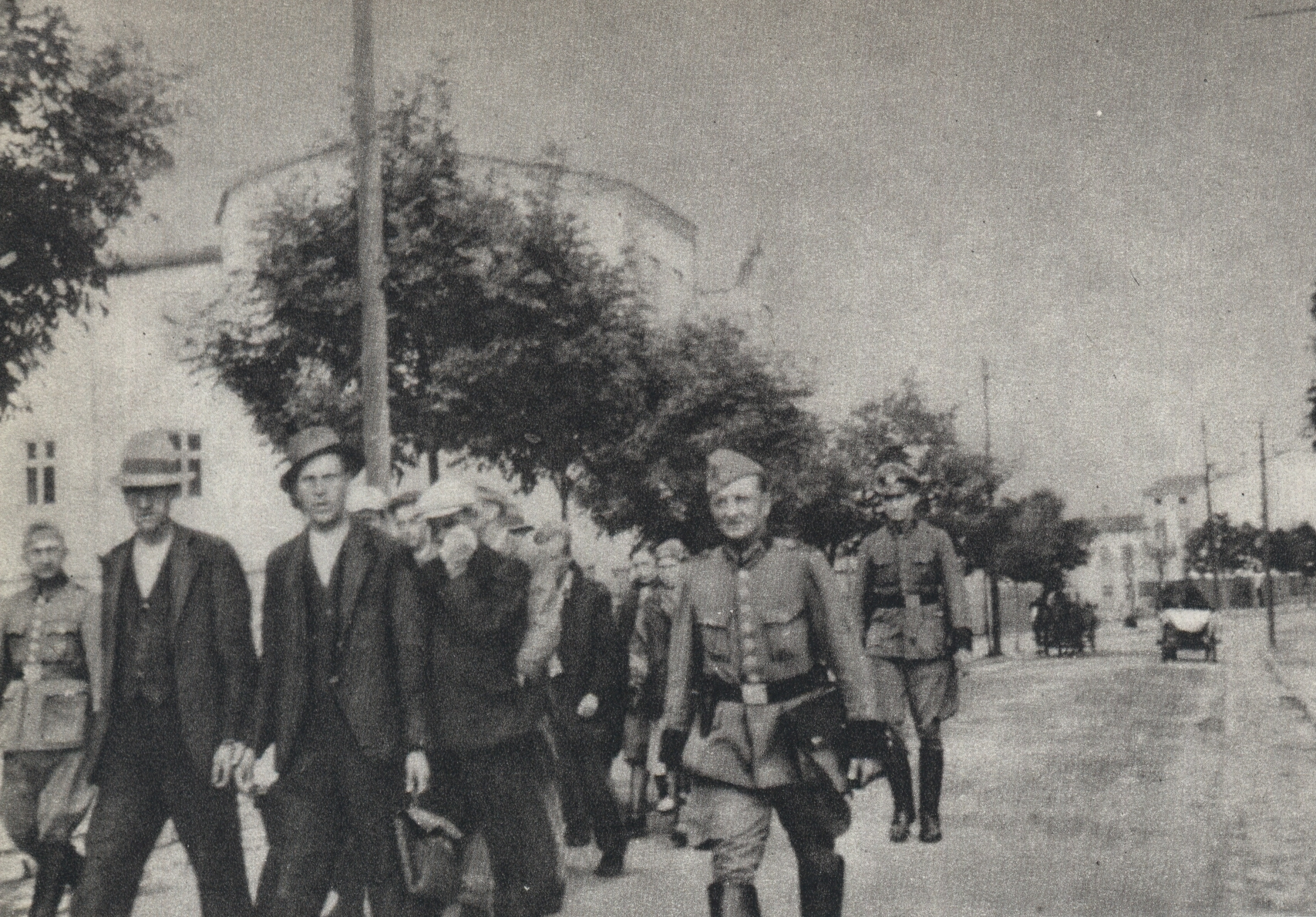
Mężczyźni prowadzeni na punkty zborne

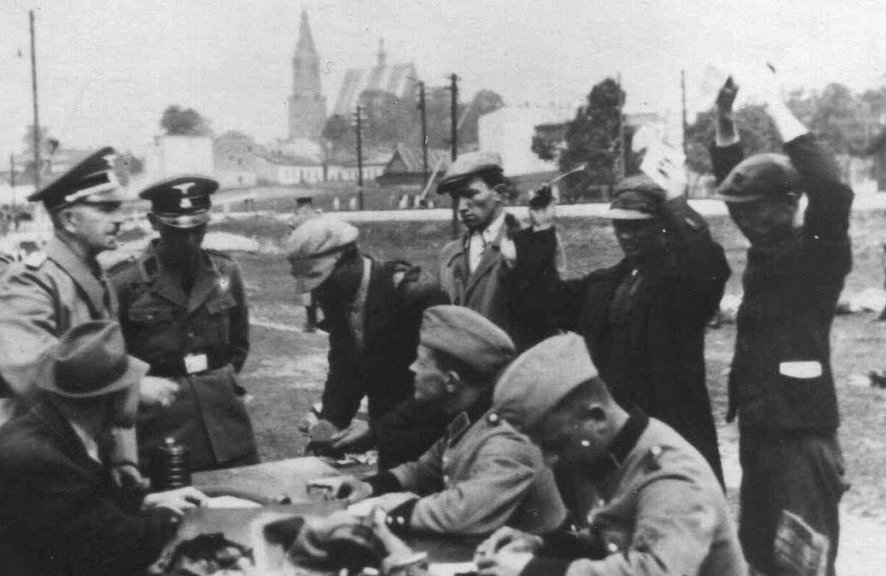
Legitymowanie zatrzymanych

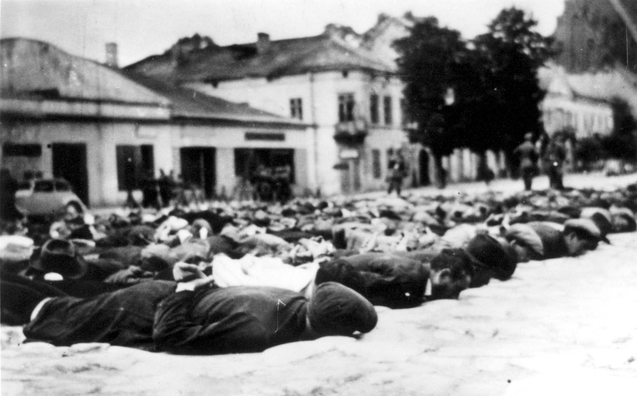
Ofiary leżące na olkuskim rynku

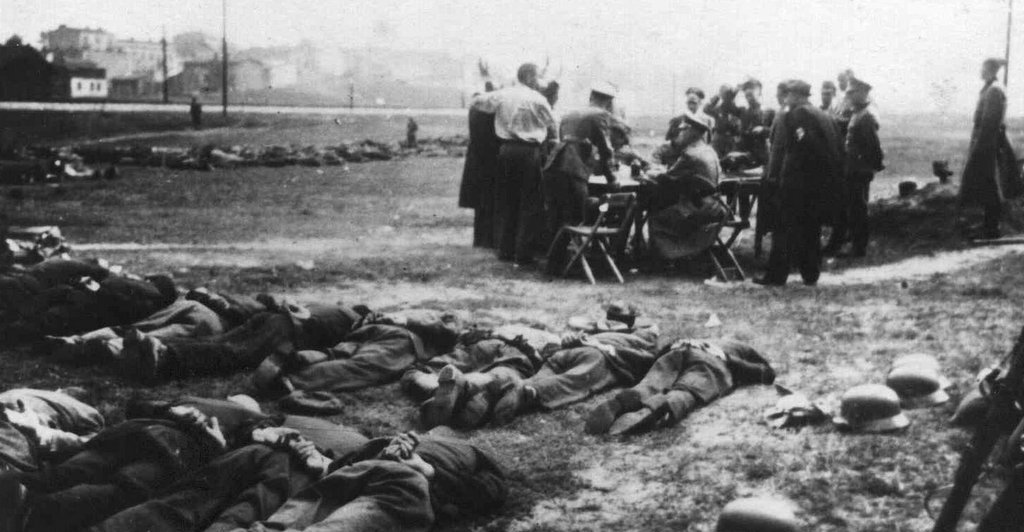
Ofiary leżące na „rynku czarnogórskim”. Na drugim planie funkcjonariusze legitymujący zatrzymanych

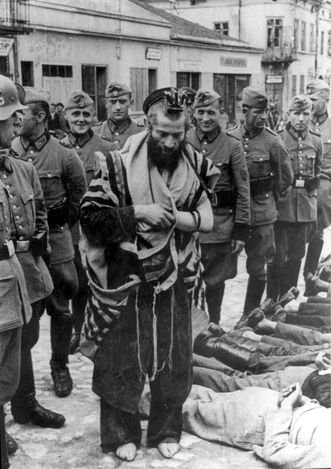
Moszek Joel Hagierman, dajan olkuskiej gminy żydowskiej, dręczony na olkuskim rynku

Po egzekucji zakładników Niemcy przez dwa tygodnie nie podejmowali żadnych działań, co dało mieszkańcom Olkusza złudną nadzieję, iż nie nastąpią kolejne represje. 
Tymczasem krótko po północy 31 lipca, w dniu nazwanym później „krwawą środą”, do Olkusza przybyła silna ekspedycja karna. W jej skład wchodzili funkcjonariusze Gestapo, funkcjonariusze żandarmerii i innych formacji policji niemieckiej, a według niektórych świadków – także żołnierze Wehrmachtu.
Po mieście zaczęły krążyć liczne patrole, a u wylotu niektórych ulic ustawiono karabiny maszynowe. Począwszy od godziny 2:00 z domów i mieszkań Niemcy zaczęli wywlekać wszystkich mężczyzn w wieku od 15 do 55 lat – bez wyjątku Polaków i Żydów. Początkowo rozkazano im stać z rękoma do góry pod murami domów, natomiast lokale mieszkalne rewidowano, nierzadko bijąc przebywających tam starców, kobiety i dzieci. Po pewnym czasie mężczyzn zaczęto gromadzić na rynku oraz na czterech innych placach, w tym na tzw. rynku czarnogórskim, przy szkole na ul. Górniczej oraz przy nieukończonym gmachu Kasy Chorych na ul. Mickiewicza. Tam ofiary legitymowano, po czym rozkazywano położyć się twarzą do ziemi, z rękami wyciągniętymi wzdłuż ciała. Leżących obrzucano obelgami, kopano, bito, deptano butami po głowach i plecach. Każdy ruch był karany uderzeniami nahaja lub kolby karabinowej. Dodatkową udrękę sprawiał ofiarom letni upał. Tortury i szykany kontynuowano do godziny 15:00.
Wyjątkowo brutalnie potraktowano mężczyzn spędzonych na „rynek czarnogórski”. Najpierw zmuszono ich, aby czołgali się i padali w znajdujące się tam bajora błota. Następnie ustawiono ich w kolumnę, po czym rozkazano maszerować i śpiewać pieśni żołnierskie, podczas gdy esesmani i policjanci bili maszerujących kijami, kolbami i bykowcami. Na przedzie kolumny Niemcy kazali nieść polską flagę, którą odnaleźli podczas rewizji na strychu jednego z domów. Niektóre ofiary zmuszano, aby zanurzały się w pełnej fabrycznych ścieków rzece Babie, a następnie tarzały się w piachu i glinie.
Najbardziej okrutnie Niemcy znęcali się jednak nad olkuskimi Żydami. Byli oni nie tylko bici i maltretowani, lecz rozkazano im także dźwigać i rzucać do siebie olbrzymie kamienie. Niemcy nie szczędzili im rozmaitych upokorzeń, na przykład zmuszając do zdejmowania spodni i odmawiania chrześcijańskich modlitw. 

Przyprowadzono partię Żydów. Poczęto się znęcać nad nimi w tak okropny sposób, że pióro najzdolniejszego pisarza nie byłoby w stanie odtworzyć tych bestialskich zbrodni. Dwóm młodym Żydom kazano rzucać do siebie olbrzymim kamieniem ważącym około 30 kg. Jeden z trudem udźwignął ten kamień, lecz drugi, chwytając go, przewrócił się; wówczas Niemiec kazał położyć mu się na ziemi, a twarz (nosem) położyć na tym kamieniu. Żyd to wykonał, a szwab stanął mu okutym butem na głowie i przez dłuższą chwilę utrzymywał równowagę, miażdżąc twarz nieszczęsnemu Żydowi – relacja Henryka Osucha.

Obiektem szczególnie brutalnego traktowania stał się dajan olkuskiej gminy żydowskiej, Moszek Joel Hagierman. Zdjęcie Hagiermana dręczonego na olkuskim rynku jest obecnie jedną z najbardziej znanych fotografii z czasu Holocaustu.
W akcji represyjnej uczestniczyli przedstawiciele lokalnych władz niemieckich: landrat Heinrich Groll, ortsgruppenleiter NSDAP Karol Pokorny, burmistrz Rudolf Skaletz, kierownik Kasy Chorych Kriest. Zdołali oni uchronić od pobicia polskich lekarzy oraz urzędników instytucji miejskich. Zachowała się bogata dokumentacja fotograficzna z „krwawej środy”, sporządzona przez Niemców dla celów oficjalnych lub prywatnych.
„Krwawa środa” przyniosła co najmniej dwie ofiary śmiertelne. Pierwszą był Tadeusz Lupa – 25-letni Polak zatrudniony jako elektryk w olkuskim magistracie. Został zastrzelony przez Niemców, gdy usiłował uciec z placu przy Kasie Chorych. Drugą był Żyd posiadający obywatelstwo USA, który mimo pomocy olkuskich lekarzy zmarł po kilku dniach na skutek obrażeń odniesionych w czasie tortur. W starszych publikacjach podaje się zazwyczaj, że nosił nazwisko Majer. Z ustaleń Krzysztofa Kocjana wynika jednak, że ofiarą był najprawdopodobniej Isaac Miller. Ponadto 10 sierpnia na skutek obrażeń odniesionych w czasie „krwawej środy” zmarł proboszcz olkuskiej parafii ks. Piotr Mączka. Dwunastu ciężko skatowanych mężczyzn Niemcy wywieźli do więzienia w Sosnowcu. Co najmniej kilkudziesięciu innych nie było w stanie wrócić do domów o własnych siłach. Leczenie niektórych ofiar trwało jeszcze przez wiele miesięcy.

## Upamiętnienie

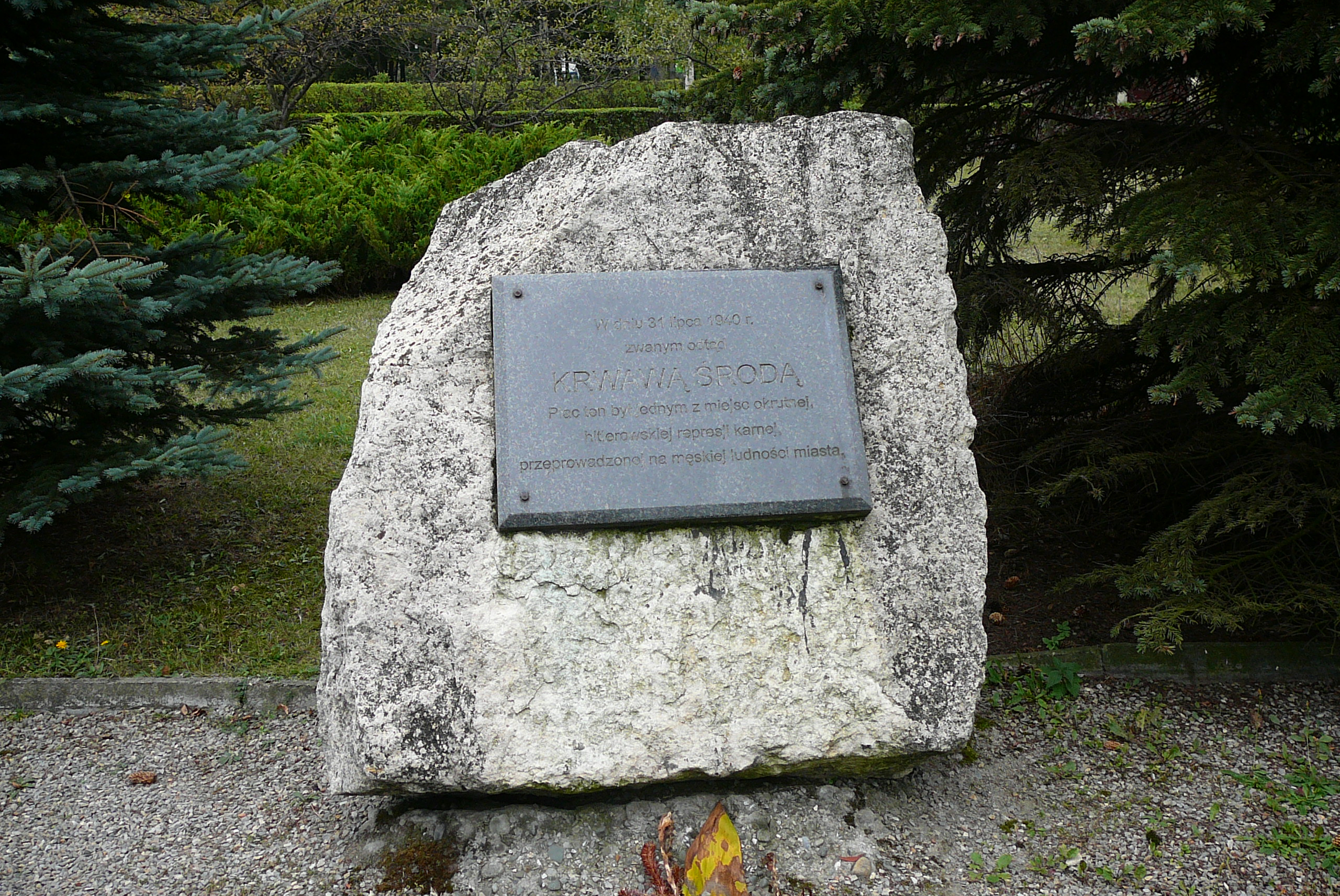
Obelisk na olkuskim skwerze, upamiętniający wydarzenia „krwawej środy”

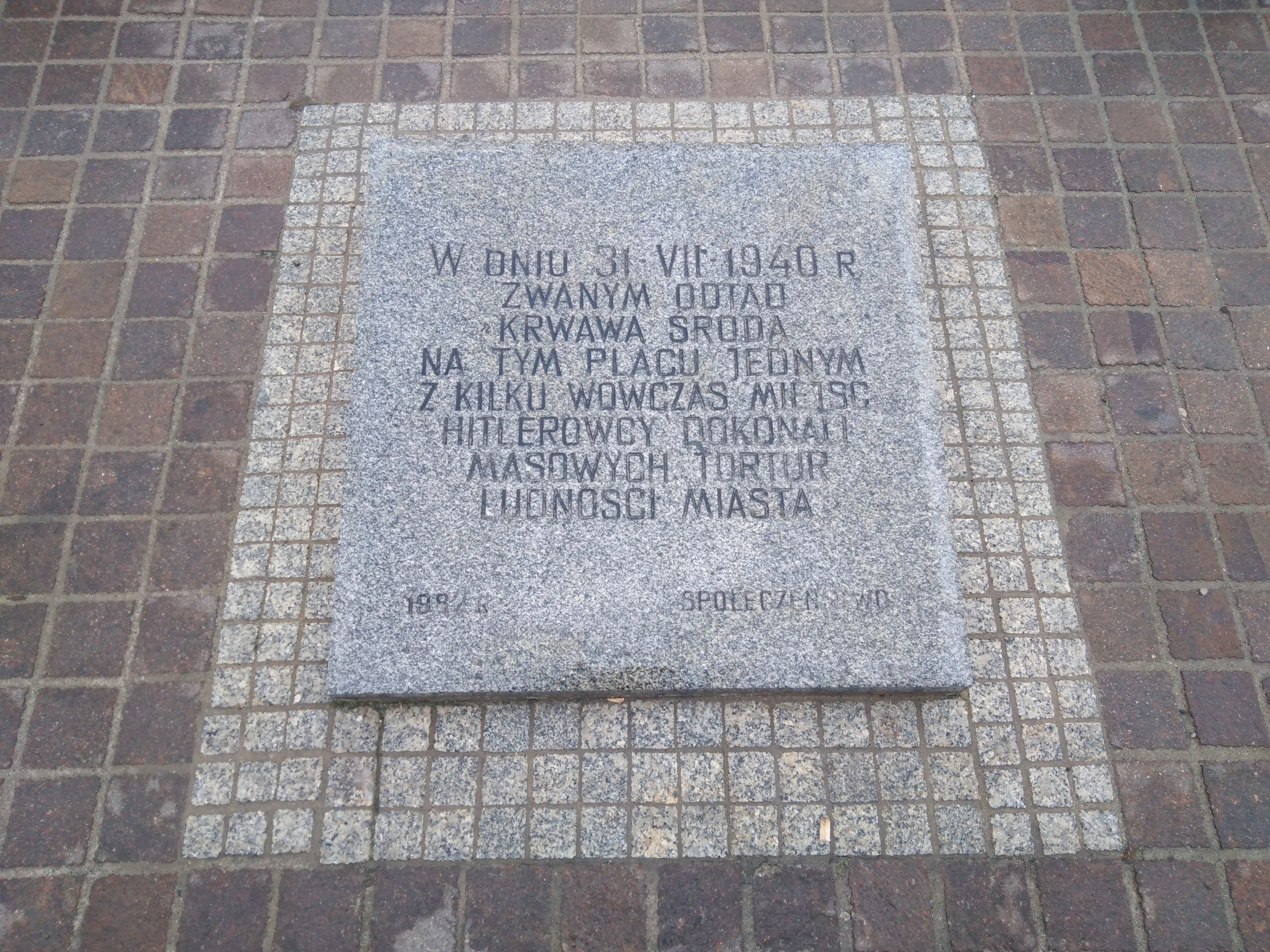
Tablica na olkuskim rynku, upamiętniająca wydarzenia „krwawej środy”

W styczniu 1945 roku, kilka dni po wyparciu Niemców z Olkusza, w miejscu egzekucji 20 zakładników pracownicy olkuskiej Emalierni ustawili drewniane krzyże z „koroną” wykonaną z drutu kolczastego, a także metalowe tablice z nazwiskami ofiar. W tym samym roku odbyła się tam jeszcze msza polowa, a 1 maja – manifestacja robotnicza. Podczas tej ostatniej ulicę Ogrodzieniecką przemianowano na 20 Straconych.
1 września 1961 roku na olkuskich Parczach odsłonięto kamienne tablice upamiętniające dwudziestu straconych. Dwa lata później zostały one jednak przeniesione w związku z budową drogi Kraków – Katowice. Jedna z tablic, zainstalowana na fragmencie muru, znajduje się obecnie po południowej stronie drogi krajowej nr 94, nieopodal wylotu ul. Mickiewicza. Druga, obmurowana, znajduje się po północnej stronie drogi krajowej, przy ul. Jaśminowej. Na obu tablicach widnieje inskrypcja o treści:

To miejsce zostało zroszone serdeczną krwią 10-ciu Polaków patriotów rozstrzelanych w dniu 16.VII.1940 r. przez hitlerowskich siepaczy
Cześć ich pamięci!
Społeczeństwo Olkusza w pamiętną rocznicę 1.IX.1961 r.

31 lipca 1982 roku na olkuskim rynku odsłonięto marmurową tablicę upamiętniającą „krwawą środę”. Jednocześnie na skwerze na osiedlu Czarna Góra – w miejscu, gdzie przed wojną znajdował się tzw. rynek czarnogórski – odsłonięto obelisk z tablicą pamiątkową. Tablicę na rynku odsłonili członkowie rodzin dwóch zakładników zamordowanych 16 lipca 1940 roku, a obelisk na skwerze – osoby, które były torturowane w tym miejscu 31 lipca 1940 roku. 
Na tablicy pamiątkowej znajdującej się na olkuskim rynku widnieje inskrypcja o treści:

W dniu 31 VII 1940 r. zwanym odtąd krwawą środą, na tym placu, jednym z kilku wówczas miejsc, hitlerowcy dokonali masowych tortur ludności miasta

Z kolei na tablicy na skwerze widnieje obecnie inskrypcja o treści:

W dniu 31 lipca 1940 r. zwanym odtąd KRWAWĄ ŚRODĄ plac ten był jednym z miejsc okrutnej hitlerowskiej represji karnej przeprowadzonej na męskiej ludności miasta

Co roku, 31 lipca odbywają się w Olkuszu uroczystości rocznicowe. „Krwawa środa” często jest postrzegana i opisywana jako najtragiczniejszy epizod w wojennej historii Olkusza, aczkolwiek jak podkreśla Ireneusz Cieślik, nie sposób porównywać tych wydarzeń z dokonaną w czerwcu 1942 roku likwidacją olkuskiego getta, w której wyniku straciła życie niemal jedna trzecia ówczesnych mieszkańców miasta.

## Percepcja „krwawej środy” poza granicami Polski
Przez lata poza granicami Polski panowało przekonanie, że ofiarą „krwawej środy” padli wyłącznie żydowscy mieszkańcy Olkusza. W tym duchu o wydarzeniach z 31 lipca 1940 roku informowały ekspozycje muzealne prezentowane w instytucjach takich jak: instytut Jad Waszem, muzeum w kibucu im. Bojowników Getta, Centrum Szymona Wiesenthala, czy „Dom Konferencji w Wannsee”. Błędna informacja, jakoby niemiecka akcja represyjna miała wyłącznie antyżydowskie ostrze, pojawiała się także w publikacjach historycznych, na przykład w zbiorze dokumentów „The good old days”. The Holocaust as seen by its perpetrators and bystanders (1988), w Encyclopedia of Camps and Ghettos, 1933–1945 wydanej przez United States Holocaust Memorial Museum (2012), czy w biuletynie Yad Vashem Studies.
Począwszy od 1993 roku pochodzący z Olkusza starszy kustosz Państwowego Muzeum Auschwitz-Birkenau Adam Cyra podejmował interwencje w „Domu Konferencji w Wannsee” z prośbą o sprostowania informacji na temat przebiegu „krwawej środy”. Ostatecznie w nowej ekspozycji muzealnej, a także na stronie internetowej „Domu”, zmieniono podpisy pod zdjęciami przedstawiającymi te wydarzenia, zaznaczając, że ofiarą akcji represyjnej padli także nie-Żydzi. 
W 2003 roku na skutek zabiegów olkuskiego historyka Krzysztofa Kocjana zmienione zostały opisy pod zdjęciami z „krwawej środy” prezentowanymi na stronie internetowej kibucu im. Bojowników Getta. Z kolei w 2006 roku na skutek apelu wiceburmistrza Olkusza Dariusza Rzepki, popartego przez dyrektora Żydowskiego Instytutu Historycznego prof. Feliksa Tycha, również instytut Jad Waszem zmodyfikował opis wydarzeń z 31 lipca 1940 roku, który widniał na jego stronie internetowej.